# Neptunovi nepravilni sateliti
Triton, Neptunov najveći satelit, ujedno je i daleko najveći nepravilni satelit Sunčevog sustava. Triton je ujedno i najbliži od 7 do danas poznatih Neptunovih nepravilnih satelita.
No, dok je prosječna udaljenost Tritona od Neptuna oko 355 000 km, Nereida, najbliži od preostalih 6 nepravilnih satelita čak je 15 puta dalji (5.5 milijuna km) od Neptuna! 
Sve do 2003. godine, ovo su bila jedina 2 poznata neptunova nepravilna satelita. Krajem 1990-ih i početkom 2000-ih otkriveni su brojni mali sateliti Jupitera, Saturna i Urana, a Neptun je zadnji došao na red.

## Povijest otkrića
Tritona je otkrio astronom Lassell 1846. godine, samo par tjedana nakon otkrića Neptuna. Jedine fotografije ovog satelita su, za sada, one koje je poslala letjelica Voyager 2, 25. kolovoza 1989 godine. 
Nereidu je otkrio astronom Gerard Kuiper, 1949. godine.
Tijekom 2003. godine, u dva navrata, objavljeno je otkriće ukupno 5 satelita Neptuna. Ovo su bila prva otkrića novih Neptunovih satelita nakon 1989. godine, kada je na fotografijama Voyagera 2 otkriveno 6 malih satelita.
Satelite Halimede, Sao i Laomedeia otkrio je tim astronoma pod vodstvom Matthewa Holmana (Harvard-Smithsonian Center for Astrophysics) i John J. Kavelaarsa (National Research Council of Canada) uz pomoć 4-metarskog teleskopa Blanco u Čileu i 3.6-metarskog CFHT-a (Canada-France-Hawaii Telescope) na Havajima.
Satelit Psamata otkrila je grupa astronoma predvođena Scottom Sheppardom. Satelit je otkriven uz pomoć 8.2-metarskog teleskopa Subaru (otočje Havaji, SAD).
Satelit Neso prvi je put snimljen u kolovozu 2002. uz pomoć teleskopa Blanco, te još nekoliko puta tijekom rujna 2002. S obzirom na to da to nije bilo dovoljno da mu se izračuna putanja, Međunarodna astronomska unija ga je uvrstila u popis satelita tek kada ga je tim predvođen Matthew Holmanom snimio uz pomoć teleskopa Blanco (u kolovozu 2003.) i 6.5-metarskog Landon Clay (zvjezdarnica Las Campanas, Čile) teleskopa (u rujnu 2003.). 

## Osnovni podaci
Tri satelita otkrivena početkom 2003. godine promjera su oko 50 km, a prosječno su udaljeni od Neptuna oko 20 milijuna km. Psamata nešto je manji (34 km u promjeru), dok je Neso najveći od ovih 5 satelita, s promjerom od oko 60 km. Psamata i Neso su od Neptuna prosječno udaljeni gotovo 50 milijuna km.

## Vanjske poveznice
- astro.fdst.hr :: Neptunovi vanjski sateliti  Arhivirana inačica izvorne stranice od 13. ožujka 2005. (Wayback Machine)
- astro.fdst.hr :: Tri nova Neptunova satelita (20.1.2003.)  Arhivirana inačica izvorne stranice od 29. listopada 2005. (Wayback Machine)
- astro.fdst.hr :: Novi sateliti Urana i Neptuna (9.9.2003.)  Arhivirana inačica izvorne stranice od 29. listopada 2005. (Wayback Machine)